# جورج أ. بارتولوميو
جورج أ. بارتولوميو (بالإنجليزية: George A. Bartholomew)‏ هو عالم طيور وعالم حيوانات أمريكي، ولد في 1 يونيو 1919 في إنديبندنس في الولايات المتحدة، وتوفي في 2 أكتوبر 2006.